# Archidiecezja Saragossy
Archidiecezja Saragossy, łac. Archidioecesis Caesaraugustana – archidiecezja Kościoła rzymskokatolickiego w Hiszpanii. Jest główną diecezją metropolii saragosskiej. Została erygowana w V w. 14 lipca 1318 została podniesiona do rangi metropolii.